# فرد ماسون
فرد ماسون (بالإنجليزية: Fred Mason)‏ (1 يناير 1901 - ) هو لاعب كرة قدم بريطاني في مركز الظهير. لعب مع ديري سيتي وكارديف سيتي وMerthyr Town F.C. ‏.